# Evil (serie de televisión)
Evil es una serie de televisión de drama sobrenatural estadounidense creada por Robert King y Michelle King que se estrenó el 26 de septiembre de 2019 en CBS.
En octubre de 2019, la serie fue renovada para una segunda temporada. En mayo de 2021, se confirmó que la serie pasaría a transmitirse en Paramount+. La segunda temporada se estrenó el 20 de junio de 2021. En julio de 2021, la serie fue renovada para una tercera temporada que se estrenó el 12 de junio de 2022.
En julio de 2022, la serie fue renovada para una cuarta y última temporada de 14 episodios, que se estrenó el 23 de mayo de 2024 y finalizó el 22 de agosto de 2024.

## Sinopsis
Evil sigue a «una psicóloga clínica y escéptica que se une a un cura en entrenamiento y a un científico para investigar supuestos milagros, posesiones demoníacas y otros sucesos extraordinarios para ver si hay una explicación científica o si algo verdaderamente sobrenatural está sucediendo».

## Reparto
- Katja Herbers como Kristen Bouchard
- Mike Colter como David Acosta
- Aasif Mandvi como Ben Shakir
- Michael Emerson como Leland Townsend
- Brooklyn Shuck como Lynn Bouchard, la hija mayor de Kristen.
- Skylar Gray como Lila Bouchard, la segunda hija de Kristen.
- Maddy Crocco como Luxanne "Lexis" Bouchard, la tercera hija de Kristen.
- Dalya Knapp como Laura Bouchard, la hija más joven de Kristen.
- Christine Lahti como Sheryl Luria, la madre de Kristen.
- Kurt Fuller como el Dr. Kurt Boggs, el psicólogo de Kristen.
- Patrick Brammall como Andy Bouchard, el esposo de Kristen.

## Episodios
| Temporada | Temporada | Episodios | Episodios | Lanzamiento original     | Lanzamiento original  | Lanzamiento original |
| Temporada | Temporada | Episodios | Episodios | Primera emisión          | Última emisión        | Cadena               |
| --------- | --------- | --------- | --------- | ------------------------ | --------------------- | -------------------- |
|           | 1         | 13        | 13        | 26 de septiembre de 2019 | 30 de enero de 2020   | CBS                  |
|           | 2         | 13        | 13        | 20 de junio de 2021      | 10 de octubre de 2021 | Paramount+           |
|           | 3         | 10        | 10        | 12 de junio de 2022      | 14 de agosto de 2022  | Paramount+           |
|           | 4         | 14        | 14        | 23 de mayo de 2024       | 22 de agosto de 2024  | Paramount+           |

### Temporada 1 (2019–20)
| N.º en serie | N.º en temp. | Título              | Dirigido por          | Escrito por                      | Fecha de emisión original | Audiencia (millones) |
| --- | ------------ | ------------------- | --------------------- | -------------------------------- | ------------------------- | -------------------- |
| 1 | 1            | «Pilot: Genesis 1»  | Robert King           | Robert King & Michelle King      | 26 de septiembre de 2019  | 4.56                 |
| La Dra. Kristen Bouchard, una psicóloga empleada principalmente por la oficina del fiscal de distrito en Queens, Nueva York, se entera de que el acusado en su último juicio, Orson LeRoux, está afirmando que está poseído demoníacamente para reclamar una declaración por demencia. Cuando la fiscalía se niega a permitirle realizar más pruebas y la despide, dejándola incapaz de terminar de pagar sus préstamos estudiantiles, acepta una oferta de trabajo de David Acosta, un asesor profesional de la Iglesia Católica, para determinar si las afirmaciones de LeRoux son ciertas o no. Al principio, a Kristen le preocupa que él pueda, de hecho, estar poseído, ya que ella comienza a recibir visitas amenazantes de George, un íncubo que se burla de ella por ocultar su atracción sexual hacia David. Sin embargo, cuando LeRoux revela información personal que Kristen nunca le dijo, descubre que su archivo de terapia fue robado por un hombre llamado Leland Townsend, a quien deduce que fue responsable de convencer a LeRoux para que actuara de acuerdo a sus impulsos asesinos y que lo ha estado entrenando para que actuara como poseído. David le dice que los «demonios» son a menudo solo una excusa para que personas malvadas como Townsend justifiquen su deseo de hacer sufrir a otros por pura diversión. Kristen decide unirse al equipo de David permanentemente.                                                                                        |              |                     |                       |                                  |                           |                      |
| 2 | 2            | «177 Minutes»       | Ron Underwood         | Robert King & Michelle King      | 3 de octubre de 2019      | 4.20                 |
| Una chica, Naomi Clark, revive milagrosamente segundos después de que comienza su autopsia, y el equipo de David es asignado para determinar si hubo alguna intervención divina. Una revisión del metraje de la cámara de seguridad parece mostrar la imagen de una mujer que murió una hora antes que Naomi, lo que Ben sugiere que podría ser el resultado de una manipulación digital. El fiscal de distrito ofrece reintegrar a Kristen con un contrato de dos años, que David acepta igualar. Sin embargo, cuando ella va a decirle al fiscal de distrito, él le informa que la oferta ha sido cancelada y que el Dr. Townsend la ha reemplazado. Lauren, la hija de Kristen, comienza a ver a George en sus sueños, aterrorizando a su madre hasta que descubre que George es un personaje ficticio y, por lo tanto, no es real. Con base en el video, David determina que el hospital declaró que Naomi había muerto treinta minutos antes de tiempo, exponiendo las prácticas racistas que Kristen ha denunciado a un abogado que demanda al hospital por negligencia. La imagen se deja sin explicación, ya que el sacerdote que supervisa el trabajo del equipo se niega a discutirlo. Más tarde esa noche, David compra alucinógenos, que utiliza para recibir visiones de Dios. |              |                     |                       |                                  |                           |                      |
| 3 | 3            | «3 Stars»           | Gloria Muzio          | Rockne O'Bannon                  | 10 de octubre de 2019     | 3.67                 |
| Kristen se entera de que Townsend intervino en un caso antiguo, revirtiendo su opinión experta. A David se le pide que evalúe el caso de Byron Duke, un legendario productor de Broadway que aparentemente vendió su alma a un demonio llamado Joe a cambio de la promesa de que ganaría un Tony. Ben y Kristen insisten en que «Joe» es parte de una broma que se le hace a Duke hackeando a su asistente virtual. Sin embargo, a pesar de los intentos de Ben de rastrear el hacker, Joe consigue entrar en su casa y toma el control del asistente virtual de su padre, burlándose de su hermana hasta que destruye el dispositivo. Con Duke comenzando a sufrir un colapso mental completo, David localiza al descontento técnico de TI que originó la broma, pero jura que no tuvo nada que ver con el hackeo de la casa de Ben. Duke se suicida después de recibir un misterioso correo electrónico diciéndole que el infierno solo está medio lleno. Kristen utiliza una profunda simulación de una conversación incriminatoria que tuvo con Townsend para conseguir que el juez lo invalide. A David se le aconseja que empiece a escribir sus visiones; esto le lleva a identificar un rompecabezas que involucra a Salvator Mundi y que apunta a un área de convergencia aleatoria cerca de Nueva York. |              |                     |                       |                                  |                           |                      |
| 4 | 4            | «Rose 390»          | Peter Sollett         | Davita Scarlett                  | 17 de octubre de 2019     | 3.74                 |
| La familia McCrystal solicita una evaluación formal de su hijo Eric, de nueve años de edad, para establecer su creencia de que está poseído por un demonio, mientras que Kristen cree que simplemente está exhibiendo un comportamiento psicopático común. Durante la evaluación, Eric forma un vínculo con David, y aprovecha la oportunidad para tratar de mejorar el carácter de Eric animándolo a pedirle a Dios lo que más quiere en la vida. Sheryl compra a sus nietas unos caros auriculares de realidad virtual, que incluyen un juego digital centrado en una misteriosa chica, «Rose390». Las chicas se obsesionan constantemente con el juego, lo que Ben nota. Su intento de eliminar el juego falla, y Rose390 se burla de las niñas alegando que su padre está muerto. Después, Kristen se lleva los auriculares. Eric comienza a mostrar mejoría, y le pide a David que le enseñe a dibujar cómics. Cuando David llega, descubre a Eric tratando de ahogar a su hermana pequeña y apenas le salva la vida. Un exorcismo de emergencia es aprobado por la iglesia, pero cuando el equipo llega, se dan cuenta de que los McCrystal asesinaron a Eric, dejando a David y a Kristen con una inmensa culpa por no haberlo salvado. |              |                     |                       |                                  |                           |                      |
| 5 | 5            | «October 31»        | Tess Malone           | Dewayne Darian Jones             | 24 de octubre de 2019     | 3.48                 |
| Kristen y el Dr. Boggs se ven obligados a intervenir en la decisión de la iglesia de realizar un exorcismo a Caroline Hopkins, una mujer que muestra signos de esquizofrenia, pero también elementos asociados con la posesión demoníaca. Sus preocupaciones de que Caroline está siendo torturada y privada de atención médica entran en conflicto con los temores de los sacerdotes de que sucumba al mal a menos que el exorcismo haya terminado adecuadamente, y ambas partes discuten sobre qué hacer. David finalmente cura a Caroline persuadiéndola de que rechace la influencia demoníaca que se come su alma, devolviéndole instantáneamente la cordura. Ben protagoniza un programa paranormal de «cazafantasmas», en el que expone el uso que hace el anfitrión de un proyector químico potencialmente letal para simular un avistamiento de fantasmas. Su coanfitriona Vanessa le da su número después. Townsend conoce a Sheryl en un restaurante, seduciéndola jugando con su deseo de amor. Mientras observa a sus nietos para Halloween, una niña enmascarada llamada Brenda se aprovecha de su negligencia y los lleva a un cementerio para atormentarlos con la historia de una niña desfigurada por sus crueles padres. Luego desaparece, dejando solo su máscara. |              |                     |                       |                                  |                           |                      |
| 6 | 6            | «Let x = 9»         | Kevin Rodney Sullivan | Aurin Squire                     | 7 de noviembre de 2019    | 3.50                 |
| El equipo se enfrenta a un serio problema que enfrenta a la Iglesia: una mujer llamada Grace que dice ser una profeta de Dios ha estado haciendo profecías que se alinean con un códice de 500 años de antigüedad que describe el fin de la Iglesia misma. A David se le ha encomendado la tarea de saber si Grace está hablando verdaderamente de la palabra de Dios, pero su superior lo presiona para que la etiquete como una falsa profeta y desacredite su don. El Dr. Boggs le enseña a Kristen un ejercicio sencillo para que controle sus sueños, lo que le permite lidiar con el repentino regreso de George. Sheryl invita a Townsend a cenar, mientras que Kristen visita a David mientras está bajo la influencia de alucinógenos. Cuando regresa a casa y ve a Townsend jugando con sus hijas, lo saca por detrás y le abre el cuello, obligándolo a irse mientras trata de convencer a su madre de que no lo vuelva a ver. David se enfrenta a su superior y aprende que las profecías no son del fin de la Iglesia, sino del mundo mismo. Grace es arrestada por los oficiales de inmigración, y solo puede transcribir parte de los textos restantes para David. Sheryl va secretamente al apartamento de Townsend, se rinde a sus deseos y se acuesta con él. |              |                     |                       |                                  |                           |                      |
| 7 | 7            | «Vatican III»       | Jim McKay             | Patricia Ione Lloyd              | 14 de noviembre de 2019   | 3.32                 |
| Townsend es mentor de un joven llamado Sebastián, diciéndole que acepte su actitud odiosa hacia las mujeres. Un equipo de evaluadores llega del Vaticano para interrogar al equipo sobre Grace, y proporcionarles acceso al códice original, partes del cual Kristen fotografía ilegalmente. Durante su exorcismo, una ama de casa confiesa varios asesinatos. Como no está claro si ella es realmente responsable, Kristen y David son traídos para examinarla. David le recuerda a Kristen que como la mujer es técnicamente su paciente, las reglas de confidencialidad le prohíben denunciarla a la policía a menos que puedan hacerla declarar que tiene la intención de volver a matar. Kristen utiliza la propia inestabilidad emocional de la paciente para debilitar la influencia del demonio, permitiéndole determinar que ella no es la asesina, sino más bien la que encubre a la verdadera. Cuando su esposo la hace arrestar, David lo visita en secreto, lo asfixia y encuentra evidencia de que él es el asesino. Usando las fotografías del códice, el equipo determina que hay una jerarquía de demonios en la Tierra, cada uno de los cuales tiene una marca única. David reconoce uno de ellos en varias pinturas creadas por su padre. |              |                     |                       |                                  |                           |                      |
| 8 | 8            | «2 Fathers»         | James Whitmore        | Davita Scarlett & Nialla LeBouef | 21 de noviembre de 2019   | 3.43                 |
| David y Kristen visitan al padre de David, Leon. David se entera de que su padre se ha vuelto a casar y está usando la marca en todas sus pinturas, afirmando que le da una claridad que antes no tenía. Ben conoce a Vanessa por primera vez en tres semanas y la confronta por no llamarla; ella explica que su «hermana», que habita en el lado derecho de su cuerpo, no quería que se reunieran. A pesar de algunas preocupaciones iniciales, decide continuar su relación. David y Kristen consumen drogas alucinógenas, causando que tengan visiones: Kristen es testigo de cómo la esposa de Leon da a luz a un demonio mientras David conoce a Annie Commerce, a quien Leon explica como un antepasado esclavo suyo que murió en 1859.El sello resulta ser la marca del dueño de la esclavitud que compró a Annie, que Leon redescubrió y eligió reclamar como suya. David está conmocionado por la decisión de su padre, pero acepta que se le permite lidiar con el dolor de la historia de su familia a su manera. David y Kristen regresan a casa, con Kristen comenzando a abrazar sus crecientes sentimientos por David, solo para descubrir que su esposo Andy ha regresado a casa. |              |                     |                       |                                  |                           |                      |
| 9 | 9            | «Exorcism Part 2»   | Fred Toye             | Louisa Hill                      | 5 de diciembre de 2019    | 3.34                 |
| David y la arquidiócesis son demandados por Caroline Hopkins por haber arruinado su exorcismo. Una abogada de la iglesia, Renee Harris, se ofrece como voluntaria para defender a David, basándose en parte en su relación anterior y porque una vez salió con su hermana. Kristen y Andy descubren un gato callejero en su despensa que claramente odia a Kristen. Townsend comienza a preparar a Sebastián para que actúe ante su odio, instruyéndolo para que haga gestos amenazadores hacia las mujeres y haciendo que uno de sus asociados le enseñe a manejar las armas. La abogada de Caroline, Judith Lemonhead, es capaz de montar un fuerte caso contra David exponiendo su historial de arrestos y adicción a las drogas, por lo que Kristen consigue que Renee continúe con la ofensa al hacer que ella y el Dr. Boggs argumenten que la atención médica que Caroline recibió después del exorcismo fue responsable del deterioro de su salud. Lemonhead informa a la Iglesia que Caroline está lista para resolver el caso por una suma razonable. Después, ella trata de forzar a David a ceder a sus sentimientos por ella. Andy le dice a su esposa que debería considerar la posibilidad de volver a escalar montañas. Sebastián se dispara accidentalmente en la cabeza mientras posa con sus armas. |              |                     |                       |                                  |                           |                      |
| 10 | 10           | «7 Swans a Singin'» | John Dahl             | Rockne S. O'Bannon               | 12 de diciembre de 2019   | 3.61                 |
| Una escuela católica de niñas informa de casos de estudiantes que cantan una melodía repetitiva sin parar, hasta el punto de que intentan apuñalarse los tímpanos para detener el ruido. Kristen y Ben descubren que la melodía proviene de una caricatura en Internet sobre la marihuana, y que todos los estudiantes afectados la escucharon a través de un vídeo publicado por un popular influenciador, Melindaz. Lexi le pide consejo a Sheryl sobre cómo lidiar con un abusador; Sheryl le dice que golpee a la chica con una piedra y luego miente cuando Kristen se entere. Sin que todos lo sepan, Townsend ha estado instruyendo secretamente a Sheryl para que socavara a su hija bajo la apariencia de un consejo útil. Alguien le envía a David fotos incriminatorias que exponen su relación secreta con Renee, así que decide confrontar sus sentimientos y hablar con ella. Después de que la melodía infecta a Lila, Ben determina que ha sido modificada para transmitir un mensaje secreto a cualquier persona menor de 16 años que la obligue a suicidarse. El equipo se enfrenta a Melindaz, que va a ver a Townsend, su «productor», para pedir ayuda. Le dice que se disculpe y retire el vídeo, sabiendo que esto solo animará a los adolescentes a descargarlo ilegalmente y a seguir compartiéndolo. David se confiesa y sale a caminar afuera. Un hombre barbudo lo apuñala en el pecho y huye mientras Kristen llama a su teléfono, que ha caído fuera de su alcance. |              |                     |                       |                                  |                           |                      |
| 11 | 11           | «Room 320»          | Peter Sollett         | Aurin Squire                     | 9 de enero de 2020        | 3.10                 |
| Mientras David está en el hospital recuperándose de la cirugía, Kristen y Ben se asocian con la predecesora de Kristen en el equipo, Judy James, para encontrar a su atacante, de quien sospechan que es una antigua víctima llamada Richard Ghana. David se entera por medio de un paciente, Harlan, que la enfermera que lo atiende, Louise Bloch, es un ángel de la muerte que ataca a los pacientes negros y recoge sus muñequeras como trofeos. David hace varios intentos de salir de debajo del control de Bloch, pero falla cada vez. Entonces ve que Harlan es escoltado por el espíritu de la Muerte en un sueño, y recibe una advertencia de Grace Ling de que debe recordar Mateo 13. El equipo visita a la antigua compañera de habitación de Ghana, que le da una pista: El avatar en línea de Ghana es Rose390. Ben crea su propio avatar, haciéndose pasar por Lila Bouchard, y se conecta con Rose390 mientras que Judy utiliza un equipo de rastreo para localizar la ubicación de Ghana y enviarlo a la policía. David consigue contactar con Kristen, que se entera de la culpabilidad de Bloch a través de un astuto engaño y trae al Dr. Boggs para que libere a David. Sin embargo, antes de que puedan atrapar a Bloch, ella se escapa, dejando atrás su colección de pulseras. |              |                     |                       |                                  |                           |                      |
| 12 | 12           | «Justice x 2»       | Rob Hardy             | Dewayne Darian Jones             | 16 de enero de 2020       | 3.29                 |
| El fiscal de Queens llama a Kristen para ayudar a detener un esfuerzo de Leland para liberar a Orson LeRoux haciendo que otro recluso se atribuya la responsabilidad de sus crímenes. David es contactado por una mujer llamada Sonia que necesita consejo espiritual. Descubre que ella mantiene a un comediante, Lando, encarcelado en su sótano, alegando que estuvo involucrado en el genocidio de Ruanda y el asesinato de su familia y vecinos. Sonia también encierra a David y se prepara para matar a Lando a pesar de las súplicas de clemencia de ambos hombres. En el tribunal, Kristen es llamada al estrado y obligada a admitir que se burló de Orson, lo que es suficiente para convencer al juez de anular su condena. Leland se regodea y amenaza a Kristen, quien finalmente estalla y le dice que sabe su verdadero nombre y que no es más que un perdedor. Ben aparece para llevarla al hospital donde Laura está siendo operada por su afección cardíaca. Se enteran de que ella fue curada milagrosamente durante el procedimiento. Sonia le dispara a Lando y llama a una ambulancia para David antes de entregarse, afirmando que no lo hizo por venganza, sino por justicia. Leland y su terapeuta demoníaco se reúnen para discutir cómo lidiar con Kristen. |              |                     |                       |                                  |                           |                      |
| 13 | 13           | «Book 27»           | Michael Zinberg       | Patrick Ione Lloyd               | 30 de enero de 2020       | 3.19                 |
| LeRoux aprovecha su libertad para acosar a Kristen. Leland le propone matrimonio formalmente a Sheryl. Cuando Sheryl va a pedir la bendición de Kristen, ella le prohíbe volver a acercarse a su familia. El Dr. Boggs refiere a una de sus pacientes, Eleanor, a David, ya que la mujer cree que su hijo por nacer es un demonio. Después de que la hermana gemela del niño muere misteriosamente en el útero, David organiza un exorcismo, pero el bebé de Eleanor nace antes de que pueda completarse. Él y Ben investigan RSM Fertility, la clínica que administró la fecundación in vitro de Eleanor, y descubren vínculos con familias con las que habían trabajado anteriormente. David propone una teoría: La clínica es secretamente una fachada para la jerarquía, que está corrompiendo espiritualmente los óvulos de las futuras madres para crear una generación de humanos que serán más susceptibles a la tentación y el pecado. Kristen revela que su tercera hija, Lexis, nació después de que ella se tratara en RSM Fertility. David tiene otra visión, esta vez de Kristen caminando hacia un demonio. Kristen recibe una llamada en la cual le informan que LeRoux fue encontrado asesinado a golpes en su casa. Luego se quema la mano mientras toma un crucifijo, lo que sugiere que el mal está dentro de ella. |              |                     |                       |                                  |                           |                      |

### Temporada 2 (2021)
| N.º en serie | N.º en temp. | Título                   | Dirigido por        | Escrito por                 | Fecha de lanzamiento original |
| --- | ------------ | ------------------------ | ------------------- | --------------------------- | ----------------------------- |
| 14 | 1            | «N Is for Night Terrors» | Nelson McCormick    | Rockne S. O'Bannon          | 20 de junio de 2021           |
| La culpa de Kristen por asesinar a LeRoux comienza a afectar su vida profesional; ella le confiesa al Dr. Boggs lo que hizo y este promete no revelar su secreto. El obispo Marx asigna al equipo un nuevo caso: Leland Townsend, después de haber hecho generosas donaciones a la Iglesia, quiere someterse a un exorcismo. Por sugerencia de Ben, el equipo decide escuchar la solicitud de Townsend para hurgar en su vida y aprender más sobre él. Mientras registran el apartamento de Leland, Ben hackea la webcam de su computadora para vigilarlo y también encuentran un mapa de sigilos oculto, similar al que usa David, con varias inscripciones realizadas. Durante un procedimiento dental para reducir el tamaño de sus colmillos inusualmente largos, Lexis le muerde el dedo a la dentista aunque después no recuerda haberlo hecho y Kristen decide no revelárselo. Ben recibe la visita de una súcubo llamada Abbey, que continúa atormentándolo mientras duerme. Kristen y David presentan sus hallazgos al obispo Marx, quien aprueba el exorcismo en contra de sus consejos, pero les pide que estén presentes para poder confirmar la verdad. Mientras monitorea a Leland a través de su computadora, Ben se sorprende cuando este lo mira fijamente y comienza a reírse como un maniático. |              |                          |                     |                             |                               |
| 15 | 2            | «A Is for Angel»         | John Dahl           | Davita Scarlett             | 27 de junio de 2021           |
| El obispo Marx le cuenta a David un caso extraño: Raymond Strand, un obrero de la construcción, afirma que el Arcángel Miguel actúa a través de él. La esposa embarazada de Raymond, Ashley, está preocupada porque su marido está regalando todas sus posesiones y la trata como a una inferior. Una monja, la hermana Andrea, le enseña a David cómo hablar con el propio Miguel; gracias a esto, David se entera de un desastre inminente que matará a la mitad de la población mundial. Townsend, enfurecido al saber que su exorcismo se ha retrasado, rompe su compromiso con Sheryl, quien se enfurece y luego rechaza los reiterados intentos de Leland por reconciliarse. Cuando la condición de Raymond empeora, el obispo Marx acompaña al equipo para hablar con él personalmente, pero descubren con horror que Ashley se ha convertido en sal por no creerle a su esposo. David se ve obligado a escuchar la confesión de Townsend; él lo provoca deliberadamente mencionando varias veces a Julia, pero David controla su ira. Cuando regresa a su habitación, David encuentra a la hermana Andrea allí trabajando en el mapa de sigilos y ofreciéndose a ayudar. |              |                          |                     |                             |                               |
| 16 | 3            | «F Is for Fire»          | Frederick E.O. Toye | Dewayne Darian Jones        | 4 de julio de 2021            |
| Con la ayuda de la hermana Andrea, David traduce una de las inscripciones en el mapa de Townsend, el cual resulta ser un nombre: Mathilda Mowbray. Mathilda es hija adoptiva de padres católicos-musulmanes, a quien se la ha culpado de provocar varios incendios pero ella insiste en su inocencia, afirmando que un demonio la persigue. El equipo se hace cargo del caso y pronto identifica al demonio de Mathilda como un ifrit o genio del fuego. Sheryl visita al Dr. Boggs usando un nombre falso y le pide que la aconseje acerca de cómo reconciliarse con su hija; Boggs finalmente descubre la verdad y se niega a seguir atendiéndola como paciente; Sheryl le ruega que cambie de opinión, a lo que él decide al menos ayudarla a encontrar otro terapeuta y no informar a Kristen de la situación. Un exorcista católico es llevado por el equipo para que expulse el demonio en Matilda, pero la madre de esta también trae a un imán para realizar un exorcismo musulmán, lo que provoca un enfrentamiento entre ambos; pero David los convence de cooperar por el bien de Mathilda. Aunque aparentemente logran expulsar al genio/ifrit de Mathilda, el demonio se adhiere a Kristen; su influencia la hace ir a un bar esa noche y casi engañar a su esposo con otro hombre, antes de que pueda detenerse. Mathilda se sienta tranquilamente afuera de su casa y observa cómo un bote de basura al lado de ella se incendia de la misma manera que el ifrit.             |              |                          |                     |                             |                               |
| 17 | 4            | «E Is for Elevator»      | Alethea Jones       | Robert King & Michelle King | 11 de julio de 2021           |
| David se prepara para pronunciar su primera homilía; para disgusto de sus instructores, la homilía que pronuncia comienza con una discusión sobre el racismo. Una familia se pone en contacto con el equipo para pedirles que encuentren a su hijo Wyatt, quien desapareció varios meses antes y dejó la marca de un pentagrama en el suelo de su habitación. Las hijas de Kristen la ayudan a deducir que Wyatt es víctima del "Juego del ascensor", una leyenda japonesa en la que presionar los botones de un ascensor de manera específica puede abrir un pasaje directo al infierno. Después de comenzar, pero no terminar, el juego junto a Kristen y sus hijas, Ben habla con Vanessa y ella lo anima a terminar el juego. David es invitado a reunirse con otros seminaristas negros y enfrenta preguntas sobre la actitud histórica de la Iglesia hacia los sacerdotes negros; esto inquieta a David, dado que Townsend le había preguntado anteriormente por qué serviría en una institución que no lo trata con respeto. Ben termina el juego por sí mismo y queda atrapado en un subsótano olvidado, donde encuentra el cadáver en descomposición de Wyatt junto con el de la novia de este, que también murió jugando en un intento por rescatar a Wyatt. Abbey aparece y trata de llevarlo a la desesperación, pero Ben resiste y, luego de ser rescatado por David y Kristen, rompe a llorar mientras lo llevan a un lugar seguro.                                            |              |                          |                     |                             |                               |
| 18 | 5            | «Z Is for Zombies»       | Nelson McCormick    | Patricia Ione Lloyd         | 18 de julio de 2021           |
| El padre Mulvehill, el nuevo exorcista de David, le pide ayuda discretamente. Inicialmente, David cree que el sacerdote simplemente tiene un pequeño problema con el juego, pero Ben pronto descubre que en realidad tiene una deuda de 40.000 dólares. David se enfrenta a Mulvehill, pero él se niega a tomarse un tiempo libre para lidiar con su adicción. Lila y su vecina Alex acuden a una psíquica en busca de ayuda para el padre de Alex luego de descubrir que su jefe lo está explotando. La psíquica les da dos pociones: La primera hace que el padre de Alex duerma hasta tarde, evitando que sufra un grave accidente laboral, mientras que la segunda hace que su abusivo jefe vaya a trabajar borracho, lo cual provoca su despido. David recluta a la hermana Andrea para que la ayude con el próximo exorcismo de Leland Townsend, ya que desconfía de Mulvehill. Sus sospechas resultan correctas cuando Mulvehill arruina el exorcismo; la hermana Andrea interviene y asusta a Leland quemándolo con "agua bendita". Sin embargo, ella se niega a seguir ayudando a David. Mulvehill acepta retirarse antes de ser denunciado. Al final del episodio, Lila y Alex quedan angustiadas al descubrir que el padre de Alex, en su nuevo puesto como gerente, está explotando a sus empleados de la misma manera que lo hacía su antiguo jefe. |              |                          |                     |                             |                               |
| 19 | 6            | «C Is for Cop»           | Ron Underwood       | Aurin Squire                | 25 de julio de 2021           |
| Tras la muerte de una conductora negra a manos de un policía blanco, el sindicato de policías pide una evaluación para demostrar que su agente pudo haber estado poseído. El equipo está disgustado por la solicitud pero se ven obligados a aceptarla. Pronto descubren que el oficial es un "Protector", un miembro de una camarilla de la policía neoyorquina obsesionada con el popular programa de televisión policial Justice Served. El productor del programa, Mick Carr, defiende su programa diciendo que sólo quiere promover una imagen positiva de la policía. Posteriormente, la evaluación se cancela cuando un gran jurado se niega a acusar al oficial, pero tanto David como Ben son objeto de acoso policial por investigar a Carr. Ben intenta una nueva manera de deshacerse de Abbey utilizando una grabación de un videojuego para inducir sueños lúcidos, durante los cuales ve a David a su lado. Con la investigación de LeRoux centrándose en ella, Kristen se pone cada vez más nerviosa, hasta que ve el fantasma de LeRoux en el patio de su casa y éste le dice que ambos son asesinos natos. En ese momento, Kristen es sorprendida por la detective Byrd, quien le revela que sabe la verdad y le asegura que protegerá a su amiga de cualquier consecuencia. |              |                          |                     |                             |                               |
| 20 | 7            | «S Is for Silence»       | Robert King         | Robert King & Michelle King | 29 de agosto de 2021          |
| El obispo envía al equipo a un monasterio al norte del estado para investigar el caso del padre Thomas, un monje fallecido a quien la Iglesia está considerando santificar, lo que requiere una evaluación de su cuerpo perfectamente conservado y una prueba de que es debido a un milagro. Al llegar, se ven obligados a mantener un voto de silencio en todo momento y comunicarse únicamente escribiendo en libretas. Kristen, consternada por la actitud de los monjes menosprociando a las mujeres del monasterio, comienza a llevarse bien con una monja holandesa llamada Fenna, que tiene marcas en su cuerpo compatibles con las heridas de Cristo. David, al ver que comienza a sucumbir a la tentación debido a su atracción sexual no correspondida hacia Kristen, se une a los monjes en la adoración para acallar su mente y calmar la tentación, pero no lo logra. Ben entra a escondidas en la cripta del monasterio para realizar su propia investigación. Cuando Kristen, irritada, rompe deliberadamente el voto de silencio, Fenna y varios monjes sufren horribles heridas que requieren un exorcismo. El proceso expone sin querer al "demonio" que asola el monasterio: un brote de moscas. El cuerpo del padre Thomas comienza a pudrirse, lo que desmiente su santidad, por lo que el equipo se marcha cuando el cuerpo vuelve a ser enterrado. Fenna queda extasiada de felicidad al descubrir que Kristen le obsequió una camiseta suya como símbolo de amistad. |              |                          |                     |                             |                               |
| 21 | 8            | «B Is for Brain»         | James Whitmore Jr.  | Louisa Hill                 | 5 de septiembre de 2021       |
| Andy regresa a casa desde Colorado y descubre que Kristen no es como él la recuerda, sino que ahora es más directa y agresiva: Hace que usen unas máscaras espeluznantes y amordacen sus bocas al tener relaciones, e incluso golpea a un hombre en el supermercado por adelantarse en la fila. El obispo Marx asigna al equipo su siguiente caso: Un experimento en el que se estimula el cerebro de los sujetos con ondas magnéticas, lo que desencadena visiones espirituales. Kristen, Ben y David participan del experimento: Kristen tiene una visión falsa en la que David descubre que ella asesinó a LeRoux, Ben ve a su difunta madre, mientras que David no ve nada. La hermana Andrea advierte a David que, al utilizar la tecnología, ha quebrantado su capacidad de comunicarse con Dios y debe trabajar para restaurarla. Andy, al darse cuenta del daño que ha causado su ausencia, decide que está dispuesto a renunciar a su carrera como escalador para salvar su matrimonio. Sin embargo, cuando le pide a Kristen que haga lo mismo, ella afirma desafiante que su trabajo es demasiado importante como para abandonarlo. El equipo presenta sus hallazgos al obispo pero, por una vez, los tres no están de acuerdo sobre lo que se debe hacer. Esa noche, Kristen se levanta de la cama, calienta su crucifijo de metal y lo apoya en la piel de su estómago para dejarse la marca, alrededor hay otras marcas similares revelando que no es la primera vez.          |              |                          |                     |                             |                               |
| 22 | 9            | «U Is for U.F.O»         | Clark Johnson       | Nialla LeBouef              | 12 de septiembre de 2021      |
| Un piloto de la Fuerza Aérea y un estudiante universitario informan de un encuentro con un misterioso objeto volador, por lo que se pide al equipo que determine su verdadera naturaleza. Kristen y Ben rápidamente descubren que el objeto no es hecho por el hombre, y la Iglesia incluso envía a un investigador especial desde Roma para investigar el asunto. Entonces llega un hombre misterioso, ordena cerrar la investigación y persuade a ambos testigos para que se retracten de sus afirmaciones. David lo identifica como parte de la "Entidad", el servicio secreto de la Iglesia. Después de ver cómo sus hijas empiezan a emular su mal comportamiento, Kristen decide empezar a trabajar en su enfado tras una conversación con David. Leland se reencuentra con su terapeuta demoníaco, pero enfurece con él cuando le cuestiona el alcance de su compromiso con el "plan". Luego toma un hacha y decapita al terapeuta antes de cocinarlo y servirlo en una cena a la que invita a Sheryl. David, molesto porque la Iglesia está interfiriendo con su trabajo, convence a Kristen y Ben de que deberían realizar una investigación extraoficial sobre RSM Fertility. |              |                          |                     |                             |                               |
| 23 | 10           | «O Is for Ovaphobia»     | Stacey K. Black     | Aurin Squire                | 19 de septiembre de 2021      |
| Durante su búsqueda de pistas sobre RSM Fertility y sus prácticas, Kristen descubre que la Dra. Cara Autry ha estado realizando pagos durante los últimos seis años para mantener sus óvulos congelados. La doctora niega haberlo hecho pero, cuando Ben y David la siguen, la ven entrar al complejo de apartamentos de Leland. Ben intenta ayudar a Vanessa a lidiar con la intrusión de su hermana Maggie en su relación, pero luego sale corriendo horrorizado cuando recibe una llamada de Vanessa y se da cuenta de que Maggie ha tomado su lugar. Leland le presenta a Sheryl a su socio comercial Edward Tragoren; ambos hombres le dan a Sheryl una droga para paralizar todo su cuerpo antes de infundirle una sustancia desconocida en la sangre. Townsend también controla a la Dra. Autry, quien está prisionera en su apartamento. Kristen obtiene una orden judicial contra RSM Fertility, obligándolos a transferir sus 12 óvulos a otra clínica, pero ellos le revelan que solo poseen 11 y se desconoce el paradero de uno de ellos. David conoce a Edward, acompañado por una Sheryl feliz y optimista, mientras busca a Leland. Kristen se da cuenta de que Lexis está disgustada con su cuerpo y le enseña a su hija la importancia de la autoaceptación, sin saber que a Lexis le ha crecido una cola. |              |                          |                     |                             |                               |
| 24 | 11           | «I Is for IRS»           | Nelson McCormick    | Dewayne Darian Jones        | 26 de septiembre de 2021      |
| Leland comienza a utilizar a Sheryl como señuelo en sus planes. El IRS pide a la Iglesia que evalúe el "Nuevo Ministerio de Satanás" antes de decidir si le concede el estatus de exención de impuestos. En el curso de su investigación, Kristen termina teniendo relaciones sexuales con Graham, el fundador del ministerio, pero pronto siente vergüenza por engañar a Andy. Cuando el Dr. Boggs sugiere una nueva receta, Kristen lo acusa de intentar manipularla y pone fin a su relación médico-paciente. El equipo informa al IRS que el Nuevo Ministerio es un fraude y, cuando es enfrentada por Graham, Kristen miente frente a los demás negando haberse acostado con él. David asiste con Kristen a los dos últimos exorcismos de Leland: Durante el primero, Kristen tiene una visión de un demonio saliendo de su útero, mientras que durante el segundo sufre dolor físico hasta que reza a Dios y expulsa al ifrit de su cuerpo. Ella y Andy se reconcilian después de realizar un ritual budista tibetano para purificarse. Leland está dichoso de ver que el ifrit ahora lo ha poseído a él. |              |                          |                     |                             |                               |
| 25 | 12           | «D Is for Doll»          | Kevin Sullivan      | Davita Scarlett             | 3 de octubre de 2021          |
| Cuando Kristen va a disculparse con el Dr. Boggs, él le pide que ayude a uno de sus antiguos pacientes, Nathan. Nathan afirma que los demonios han infestado su casa y están atormentando a su hijo Elijah. David se encuentra con un ex sacerdote católico negro que lo insta a abandonar la Iglesia, David lo rechaza pero sus dudas hacia la Iglesia persisten. Ben descubre un muñeco antiguo en el ático de Nathan, (similar a un muñeco propiedad de Sheryl) quien cree que está poseído por un demonio. La hermana Andrea le confiesa a David que renunció al amor de su vida para convertirse en monja y sostiene que ambos cumplen un propósito mucho mayor. La Iglesia asigna a un laico, Gregory, para limpiar la casa de Nathan. El exorcismo falla y Nathan pide que le devuelvan su muñeco, ya que está dispuesto a aceptar una presencia demoníaca en su casa si eso detiene su sufrimiento. Guiada por Edward, Sheryl realiza dos actos pecaminosos (Abofetear a un hombre y arruinar el matrimonio de otro) y se gana el derecho de ocupar su lugar en una sociedad secreta que representa las 60 casas demoníacas de la Tierra. Sheryl acepta su sigilo y realiza un ritual de iniciación para formalizar su nuevo puesto. |              |                          |                     |                             |                               |
| 26 | 13           | «C Is for Cannibal»      | Alethea Jones       | Rockne S. O'Bannon          | 10 de octubre de 2021         |
| A medida que se acerca su día de ordenación, David acepta un último caso: Un estudiante llamado Mitch Otterbean, quien cree que un demonio está tratando de obligarlo a practicar el canibalismo. Inicialmente, el equipo concluye que tiene una enfermedad mental pero David cambia de opinión cuando se encuentra físicamente con el demonio de Mitch. La hermana Andrea le revela a David un secreto: Ambos son "Uno entre cien millones" que están lo suficientemente cerca de Dios como para poder ver demonios mientras caminan entre la humanidad. El Dr. Boggs, desconcertado por un encuentro anterior con George, le informa a Kristen que se tomará un descanso de dos meses para recuperar la cordura. Mientras David es ordenado sacerdote, Leland utiliza su nuevo trabajo como asesor de la Iglesia para hacerse cargo del caso de Mitch. Townsend invita a Mitch a una reunión de los 60 maestros demoníacos, donde él y Sheryl introducen al joven en su grupo haciéndole comer la carne de un miembro fallecido. Al enterarse de que Leland ha estado hablando con Lexis, Kristen contempla matarlo pero al final acude a David y entre lágrimas le confiesa el asesinato de Orson LeRoux. Luego de la absolución, se abrazan emocionados y David rompe su voto de castidad besando a Kristen. |              |                          |                     |                             |                               |

### Temporada 3 (2022)
| N.º en serie | N.º en temp. | Título                    | Dirigido por     | Escrito por                       | Fecha de lanzamiento original |
| --- | ------------ | ------------------------- | ---------------- | --------------------------------- | ----------------------------- |
| 27 | 1            | «The Demon of Death»      | Robert King      | Robert King & Michelle King       | 12 de junio de 2022           |
| Luego de besarse, David y Kristen van más allá aunque, al ver las cicatrices en forma de cruz en el vientre de Kristen, David la detiene. Kristen se disculpa antes de irse rápidamente. Pero luego regresa y tienen sexo, aunque más tarde se revela que en realidad no es ella, ya que esta "Kristen" tiene la lengua bífida. Kristen establece un plan de seguridad con sus hijas respecto a Leland y obtiene una orden de restricción para que no se acerque a Lexis. La Iglesia envía al equipo a supervisar un experimento que involucra al padre Ignatius (Wallace Shawn), un sacerdote con cáncer terminal, a quien se lo pesará cuando muera para determinar la existencia del alma. El sacerdote muere pero menos de 1 minuto después revive recuperando su salud. Cuando Townsend intenta mantenerse en contacto con Lexis a través de un juego infantil anónimo por Internet, las hermanas Bouchard se unen y lo ahuyentan al abrumarlo con preguntas. Andy se harta de la presencia de Sheryl y la echa de casa, más tarde ella le hace una maldición a él. Una monja anciana es seleccionada para repetir el experimento, durante el cual termina muriendo. David teoriza que el sacerdote, por tener deseos homosexuales reprimidos, dio entrada a un demonio que fue liberado cuando murió. Luego, ese demonio entró en la monja y la mató. Esa noche, David se da cuenta de que ha estado durmiendo con el mismo demonio, que es una súcubo con la forma de Kristen. |              |                           |                  |                                   |                               |
| 28 | 2            | «The Demon of Memes»      | John Dahl        | Davita Scarlett                   | 19 de junio de 2022           |
| David es reclutado por Victor LeConte, un agente de la Entidad, el servicio secreto del Vaticano. Le asignan la tarea de visitar a un ciudadano chino moribundo, darle la extremaunción y robar una postal. Al ser presionado para obtener más detalles, LeConte explica a David que su cooperación es clave para el plan de la Iglesia de sacar clandestinamente a la profeta Grace Ling de China. Kristen y Ben investigan el caso de "Visiting Jack", un popular hombre del saco en línea al que se culpa de un suicidio reciente. Kristen se ve obligada a visitar a la viuda de Orson LeRoux, Emily, en busca de una prueba clave, la cual al final revela que "Jack" es una estafa inventada por dos estudiantes universitarios. Townsend le da a Sheryl un trabajo estable administrando una granja de trolls en su nombre. Al necesitar dinero para renovar su casa, Kristen convence a Andy de realizar un último viaje al extranjero durante tres meses para poder vender su negocio a un inversor rico, quien resulta ser Edward y a su vez se revela que todo es un plan de Leland y Sheryl para alejar a Andy de su familia. Kristen, molesta porque David pone distancia entre él y el equipo (debido a que no puede contarle a nadie de su trabajo para la Entidad), le pregunta si está molesto por lo que pasó entre ellos. David le asegura que ese no es el caso por lo que renuevan su amistad. |              |                           |                  |                                   |                               |
| 29 | 3            | «The Demon of Sex»        | Nelson McCormick | Aurin Squire                      | 26 de junio de 2022           |
| David y Kristen trabajan para ayudar a una pareja de recién casados que no pueden tener relaciones sexuales debido a problemas de intimidad. Sin embargo, la hermana Andrea sostiene que un demonio intenta poseer a la pareja. Townsend se da cuenta de que ella habla con el demonio (que él no puede ver) y lo usa para argumentar que la monja sufre demencia temprana ante las autoridades de la Iglesia, sabiendo que deberán investigar. Ben se deprime al darse cuenta de que es incapaz de descubrir toda la verdad en algunos casos de su trabajo, por lo cual se niega a salir de casa hasta que interviene su hermana. Después de que los hermanos pasan tiempo juntos, Karima se ofrece a ayudarlo a descifrar los extraños fenómenos que encontró en su trabajo como asesor. Leland le presenta a Sheryl una nueva criptomoneda llamada "Makob" y le encarga como objetivo laboral semanal elevar su valor más de 1000% (de 11,3 dólares a 135 dólares), Sheryl intenta incentivar a sus empleados millenials pero no es tomada en serio y solo recibe burlas. Luego de una charla con Lexis, Sheryl contrata a Malindaz para promover "Makob" y reafirma el poder que tiene sobre sus empleados al obligar a renunciar a la asistente que Leland le había puesto como espía para que le informe de su progreso. Kristen aconseja a la pareja intentar el juego de roles previo al acto, con esto la pareja logra tener sexo pero solo después de que se excitan cuando el juego previo resulta violento. La hermana Andrea se da cuenta de que el demonio, en lugar de aceptar la derrota, se ha vuelto subordinado a la pareja. Kristen, cuando se le pide que comparta cualquier observación sobre el "extraño" comportamiento de la hermana Andrea, decide mentir afirmando que no hay nada anormal que reportar y se gana así el respeto de la monja. |              |                           |                  |                                   |                               |
| 30 | 4            | «The Demon of the Road»   | Peter Sollett    | Dewayne Darian Jones              | 3 de julio de 2022            |
| La Iglesia ordena a la hermana Andrea aceptar la jubilación obligatoria por supuestamente haber visto a un demonio junto al cardenal. Ella se niega e invoca su derecho a que el caso sea visto ante un tribunal eclesiástico, y David acepta hablar en su nombre. Una mujer se pone en contacto con David y el equipo y les pide que ayuden a su marido, un camionero de larga distancia que sufre las consecuencias de un encuentro con un demonio en la "Autopista Fantasma" en la parte baja de Nueva York y pronto se enteran de que a otros camioneros les pasó lo mismo. Kristen decide tener una actitud más segura de sí misma enfrente de sus hijas para que la vean como ejemplo femenino. Por la noche, ella lleva a Ben y David a la autopista para buscar al demonio, Ben descubre que los camioneros eran afectados por la transmisión de un sonido imperceptible al oído humano con una frecuencia menor a los 20 Hz, mientras que el supuesto demonio resulta ser un simple dron pilotado por un hombre llamado Owen, que hizo todo para buscar fama. Después de que Kristen destroza su equipo de transmisión de sonido, Owen aparentemente se suicida para no ser expuesto como un fraude, aunque se sugiere que LeConte mandó a matarlo y montar la escena para que parezca un suicidio. David tiene una visión de un ángel que lo protege y habla con la hermana Andrea al respecto. Ella le aconseja que se lo tome con calma, sugiriendo que su conexión más cercana con Dios significa que puede ver aspectos tanto del Cielo como del Infierno. LeConte visita a David y le muestra cómo la muerte de Owen resultó en la erradicación de una casa demoníaca presente en el mapa de sigilos. Él revela que el propósito principal de la Entidad es evitar que los demonios ejerzan influencia sobre la humanidad en su conjunto, apuntando a los humanos que los representan en la Tierra. |              |                           |                  |                                   |                               |
| 31 | 5            | «The Angel of Warning»    | Matthew Kregor   | Rockne S. O'Bannon & Erica Larson | 10 de julio de 2022           |
| David conoce a varios sobrevivientes del derrumbe de un edificio que atestiguan haber sido salvados por una mujer que sostenía un cordero que los guio hasta un lugar seguro. La Iglesia, creyendo que la mujer podría ser el espíritu de una monja siciliana fallecida en 1950 a la que el Vaticano está considerando santificar, le pide al equipo que interrogue a los sobrevivientes y descubra la verdad. Sheryl y Leland se involucran en una lucha de poder cuando su jefe, el "Gerente", tiene que decidir quién recibirá un codiciado ascenso. Sheryl se sorprende cuando conoce al Gerente y resulta ser un demonio que solo ella puede ver, mientras que los demás empleados lo ven como un humano normal. Al final, Sheryl recibe el ascenso pero sólo después de someterse a un acoso sexual degradante por parte del Gerente, aunque se gana la felicitación de Leland cuando se entera de que ella también puede ver al Gerente como un demonio. Mientras dirige la defensa de la hermana Andrea en el tribunal eclesiástico, David se irrita al descubrir que la Iglesia devalúa a los ángeles y santos negros; incluso la hermana Andrea descarta sus preocupaciones por considerarlas demasiado "políticas". Para disgusto de Leland, el tribunal finalmente absuelve a la hermana Andrea después de que David afirma que si es es declarada culpable, tendrán que expulsarlo también a él, uno de los tres únicos sacerdotes negros ordenados ese año. El equipo descubre que una de los sobrevivientes es una ex empleada de Leland que sufre del síndrome de Münchhausen y mintió sobre haber visto a la mujer, por lo que la duda resultante hace que la Iglesia cierre el caso, negándose a investigar más a fondo. Esa noche, la hermana Andrea se disculpa con David por haber negado el racismo sistémico de la Iglesia y le asegura que cuestionar la propia fe sólo la fortalece. |              |                           |                  |                                   |                               |
| 32 | 6            | «The Demon of Algorithms» | Peter Sollett    | Patricia Ione Lloyd               | 17 de julio de 2022           |
| La plataforma de videos cortos VidTap rápidamente supera a TikTok con una tendencia creciente de usuarios a publicar videos de ellos mismos mientras están "poseídos" por demonios. Ben, Kristen y David se registran en VidTap como parte de su investigación y poco a poco se vuelven adictos a medida que la aplicación alimenta sus defectos personales: Ben se pone a la defensiva y discute con otros usuarios de la aplicación, Kristen se enoja con sus hijas y bebe más, mientras que David se ve tentado una vez más por la súcubo, que se aprovecha de sus dudas sobre la Entidad. Una madre soltera se pone en contacto con Ben y le afirma que su casa está infestada de una presencia demoníaca que busca dañar a sus dos hijos. Una amiga de Ben que trabaja en VidTap le da al equipo videos sin editar los cuales muestran que la propia madre, una usuaria de VidTap, es responsable de dañar a sus hijos para ganar visualizaciones. Luego de esto, Ben, David y Kristen deciden mutuamente dejar de usar la aplicación. Se revela que Andy es mantenido prisionero por Leland y Sheryl. Las hermanas Bouchard exponen a Leland Townsend en línea como un pedófilo, lo que resulta en que la Iglesia lo despida y él jure venganza. Sheryl visita a Andy, que está paralizado sin poder mover sus músculos, y le explica cómo pretende hacer creer a Kristen y a sus hijas que murió. |              |                           |                  |                                   |                               |
| 33 | 7            | «The Demon of Cults»      | Fong Yee Yap     | Louisa Hill                       | 24 de julio de 2022           |
| David rechaza una orden de la Entidad de colocar un dispositivo de vigilancia con forma de juguete infantil en la habitación de Lexis. Un desprogramador profesional (Michael Chernus) le pide al equipo que lo ayude a curar a un joven que cree haber quedado poseído durante su tratamiento. Kristen y Ben visitan la secta responsable de adoctrinar al joven, que Ben descubre está dirigida por una científica que intenta convencerlo de que la superstición y la ciencia pueden coexistir. David es invitado a cenar con la familia Bouchard y retira el dispositivo de vigilancia tras darse cuenta de que agentes de la Entidad lo colocaron después de entrar a la casa de Kristen fingiendo ser plomeros. Convocado para explicarse, David llega con Kristen, quien descubre la verdad. Kristen se niega a aceptar la afirmación de LeConte de que Lexis está destinada a liderar una casa demoníaca. El Dr. Boggs decide escribir un libro relatando sus experiencias con los demonios, pero cuando la hermana Andrea se niega a ayudarlo por desaprobar sus motivos, Leland interviene y tienta al médico con una muestra limitada de poder demoníaco para que le fluyan las palabras al escribir, antes de indicarle que haga daño a la hermana Andrea si quiere más. Después de reunir al joven con su novia (lo que parece deshacer su posesión), Kristen y David regresan con la secta y encuentran a Ben en un estado de alivio y alegría tras haber sido avergonzado por miembros de la secta al sentirse culpable de "matar" a su madre. |              |                           |                  |                                   |                               |
| 34 | 8            | «The Demon of Parenthood» | Aisha Tyler      | Sarah Acosta                      | 31 de julio de 2022           |
| Kristen conoce a Valerie y Logan, la pareja que recibió su óvulo perdido de RSM. Logan expresa preocupación por el feto y explica que escuchó un gruñido durante una ecografía. Después de una frenética llamada nocturna de Logan, Kristen lo encuentra en su casa, cubierto de sangre y sosteniendo un rastrillo de mano. Dice que el bebé estaba matando a Valerie, por lo cual tuvo que sacárselo. Kristen entra corriendo al dormitorio de la pareja y grita horrorizada por lo que ve. Lexis conoce al jefe de Sheryl, pero no puede ver que es un demonio, lo que lleva a Sheryl a cuestionar la naturaleza malvada de su nieta. Leland convence a Boggs para que se deje poseer por un demonio para seguir escribiendo su libro. LeConte le dice a David que deberá poner atención e informar una palabra específica que se pronunciará en una próxima evaluación que involucra juguetes espeluznantes, insinuando que la palabra puede ayudar a salvar a Grace. David cumple e informa a LeConte cual es la palabra aunque, en otra evaluación, David escucha una palabra diferente y cree que ese es el mensaje real que debía transmitir, pero LeConte duda. Ben determina que los juguetes "malditos" en realidad fueron usados como gritos de ayuda por los prisioneros del campo de trabajo chino donde los fabricaron. Después de que David advierte a LeConte que la Iglesia está negociando con el intermediario incorrecto en China, Grace es liberada; cuando se reencuentra con David, ambos se abrazan y ella le agradece por haberla salvado. |              |                           |                  |                                   |                               |
| 35 | 9            | «The Demon of Money»      | Yap Fong Yee     | Nialla LeBouef                    | 7 de agosto de 2022           |
| Kristen lucha con la culpa tras la muerte de Valerie. El equipo investiga una figura sin rostro vestida de negro potencialmente demoníaca que acecha a los accionistas de una empresa llamada DF. Luego de que Karima oye acerca de DF por Ben y compra acciones, le revela a su hermano haber sido perseguida por la misma figura siniestra aunque Ben, escéptico, adquiere sus propias acciones para tranquilizarla. Por la noche, Ben tiene su propio encuentro inquietante con la figura. David teoriza que cuando un inversor de DF pasa el consejo sobre las acciones a una nueva persona y esta invierte, la figura siniestra también se transmite (como en la película The Ring). Kristen le pide a Ben que le aconseje comprar acciones de DF y, luego de invertir, ella pasa el dato al hombre que golpeó en el supermercado, el cual es un empresario misógino que ha estado molestándola recientemente. El Dr. Boggs comparte su manuscrito parcial con Kristen. Aunque Kristen no comprende la forma en que está escrito, sus hijas sí son capaces de leerlo y les encanta, luego animan a Boggs para que siga escribiendo y termine su historia sobre una chica que mata a su madre. Las visiones de Grace se detienen, hasta que David le presenta a las hijas de Kristen. En la fiesta sorpresa de cumpleaños de Kristen, Grace le advierte que Andy necesita ayuda; Sheryl escucha todo y da aviso a Leland, quien más tarde se infiltra en la Iglesia y asesina al guardaespaldas de Grace. Mientras Leland entra en la habitación de Grace y se dispone a matarla, Monseñor Korecki aparece y lo ataca. Después de un forcejeo en el que ambos terminan heridos, Leland huye y el Monseñor agoniza hasta morir habiendo salvado a Grace. |              |                           |                  |                                   |                               |
| 36 | 10           | «The Demon of the End»    | John Dahl        | Rockne S. O'Bannon                | 14 de agosto de 2022          |
| Grace es llevada de inmediato al Vaticano para protegerla. El padre Ignatius está destrozado luego de la muerte del Monseñor y se mantiene ocupado para distraerse, informando al equipo de un nuevo caso que involucra a la vecina de junto de Kristen, Sheila Gibson. Sheila les muestra evidencia en video de ruidos extraños en medio de la noche, que al parecer vienen de la casa de Kristen. Lynn y Laura afirman que la hija de Sheila, Crystal, es la que hace ruidos aterradores, pero Sheila insiste en que no tiene una hija. Edward responde a la videollamada de Kristen en lugar de Andy y explica los detalles del "accidente" de Andy. Las hijas de Kristen no le creen y logran exponer a Edward como un fraude, desbaratando el plan de Leland, aunque Kristen está demasiado preocupada por Andy para entenderlo y hasta reza a Dios prometiendo que, si trae a su esposo de vuelta, llevará a sus hijas a misa todas las semanas. Andy aparece improvistamente en su puerta al día siguiente aparentemente bien, aunque incapaz de recordar su pasado reciente. Kristen habla con David acerca de que no quiere cumplir su promesa pendiente con Dios, dado que no quiere que sus hijas sean religiosas, pero David le dice que en algún punto deberá reconocer a Dios. El exorcismo en la casa de Sheila tiene éxito. Por la noche, Andy encuentra un mensaje escrito en arameo en una pared de madera dentro del cuarto que los contratistas están construyendo. El equipo invita a la hermana Andrea para que traduzca el mensaje, luego ella "mata" a varios demonios en la casa con una pala mientras Lynn se acerca para hacerle preguntas sobre cómo convertirse en monja, aunque Kristen no está de acuerdo con la idea de su hija. La hermana Andrea le cuenta a David su teoría de que el exorcismo pasó los demonios de la casa de Sheyla a la de Kristen. Kristen descubre que el óvulo de Valerie no era el suyo y sigue extraviado, logra rastrearlo hasta las oficinas de DF y se sorprende al encontrar a Sheryl trabajando allí. En ese momento, comienza en la oficina la celebración del baby shower de una mujer, Kristen queda devastada al descubrir que el padre del bebé es Leland. |              |                           |                  |                                   |                               |

### Temporada 4 (2024)
| N.º en serie | N.º en temp. | Título                             | Dirigido por  | Escrito por                                       | Fecha de lanzamiento original |
| ------------ | ------------ | ---------------------------------- | ------------- | ------------------------------------------------- | ----------------------------- |
| 37           | 1            | «How to Split an Atom»             | Robert King   | Robert King & Michelle King                       | 23 de mayo de 2024            |
| 38           | 2            | «How to Train a Dog»               | Peter Sollett | Rockne S. O'Bannon                                | 30 de mayo de 2024            |
| 39           | 3            | «How to Slaughter a Pig»           | Yap Fong Yee  | Dewayne Darian Jones                              | 6 de junio de 2024            |
| 40           | 4            | «How to Build a Coffin»            | Darren Grant  | Aurin Squire                                      | 13 de junio de 2024           |
| 41           | 5            | «How to Fly an Airplane»           | John Dahl     | Sarah Acosta                                      | 20 de junio de 2024           |
| 42           | 6            | «How to Dance in Three Easy Steps» | Joe Menendez  | Louisa Hill                                       | 27 de junio de 2024           |
| 43           | 7            | «How to Bandage a Wound»           | Sam Hoffman   | Oneika Barrett                                    | 4 de julio de 2024            |
| 44           | 8            | «How to Save a Life»               | Tyne Rafaeli  | Nialla Bese LeBouef                               | 11 de julio de 2024           |
| 45           | 9            | «How to Build a ChatBot»           | Yap Fong Yee  | Erica Larson                                      | 18 de julio de 2024           |
| 46           | 10           | «How to Survive a Storm»           | John Dahl     | Rockne S. O'Bannon & Anju Andre-Bergmann          | 25 de julio de 2024           |
| 47           | 11           | «Fear of the Future»               | Robert King   | Robert King & Michelle King & Anju Andre-Bergmann | 1 de agosto de 2024           |
| 48           | 12           | «Fear of the Other»                | Sam Hoffman   | Dewayne Darian Jones & Louisa Hill                | 8 de agosto de 2024           |
| 49           | 13           | «Fear of the Unholy»               | John Dahl     | Aurin Squire & Sarah Acosta                       | 15 de agosto de 2024          |
| 50           | 14           | «Fear of the End»                  | Robert King   | Rockne S. O'Bannon & Nialla Lebeouf               | 22 de agosto de 2024          |

## Producción

### Desarrollo
El 25 de septiembre de 2018, se anunció que Robert King y Michelle King acordaron desarrollar y escribir el episodio piloto de una serie titulada Evil para CBS. Además se anunció que Liz Glotzer se desempeñará como productora ejecutiva. El 9 de enero de 2019, se anunció que CBS ordenó el episodio piloto. El 9 de mayo de 2019, se anunció que CBS lo ordenó para ser una serie. El 13 de junio de 2019, se anunció que la serie está programada para estrenarse el 26 de septiembre de 2019.
El 22 de octubre de 2019, se anunció que fue renovada para una segunda temporada. La filmación de la segunda temporada se retrasó debido a la pandemia de COVID-19 en los Estados Unidos, pero luego comenzó en octubre de 2020 y se desvió a una "temporada más centrada en los personajes". La filmación concluyó en junio de 2021. El 18 de mayo de 2021, informó que la serie se trasladaría a Paramount+ para la segunda temporada. El 23 de mayo de 2021, se anunció que la segunda temporada se estrenaría el 20 de junio de 2021.
El 8 de julio de 2021, Paramount+ renovó la serie para una tercera temporada que se estrenó el 12 de junio de 2022. La filmación de la tercera temporada comenzó el 15 de noviembre de 2021 y finalizó en mayo de 2022 y consta de 10 episodios. El 5 de julio de 2022, Paramount+ renovó la serie para una cuarta temporada.
El 15 de febrero de 2024 se anunció que la cuarta temporada será la última de la serie y que se estrenará en mayo de 2024.

### Casting
En febrero de 2019, se anunció que Katja Herbers y Mike Colter fueron elegidos en roles principales. El 1 de marzo de 2019, se anunció que Michael Emerson y Aasif Mandvi en roles principales. El 9 de mayo de 2019, se anunció que Brooklyn Shuck, Skylar Gray, Maddy Crocco y Dalya Knapp fueron elegidos. En julio de 2019, se anunció que Christine Lahti fue elegida para reemplazar a Dierdre O’Connell y que Kurt Fuller fue ascendido a un rol principal.

## Recepción

### Críticas
En Rotten Tomatoes informó un índice de aprobación del 89% con un promedio de 7.47/10, basado en 35 reseñas. El consenso crítico del sitio web dice, «Escrito de manera inteligente e inquietante, Evil funciona mejor cuando se atreve a profundizar en las incómodas preguntas que plantea». En Metacritic, que utiliza un promedio ponderado, se le asignó un puntaje de 76 de 100 basado en 14 reseñas, lo que indica «críticas generalmente favorables».

### Audiencias
| N.º | Título              | Fecha de emisión         | ÍA/CP (18–49) | Audiencia (millones) | DVR (18–49) | Audiencia DVR (millones) | Total (18–49) | Audiencia total (millones) |
| --- | ------------------- | ------------------------ | ------------- | -------------------- | ----------- | ------------------------ | ------------- | -------------------------- |
| 1   | «Pilot»             | 26 de septiembre de 2019 | 0.6/4         | 4.56                 | 0.7         | 3.40                     | 1.3           | 7.96                       |
| 2   | «177 Minutes»       | 3 de octubre de 2019     | 0.6/3         | 4.20                 | 0.6         | 2.96                     | 1.2           | 7.17                       |
| 3   | «3 Stars»           | 10 de octubre de 2019    | 0.6/3         | 3.67                 | 0.5         | 2.59                     | 1.1           | 6.27                       |
| 4   | «Rose 390»          | 17 de octubre de 2019    | 0.7/4         | 3.74                 | 0.5         | 2.61                     | 1.2           | 6.36                       |
| 5   | «October 31»        | 24 de octubre de 2019    | 0.5/3         | 3.48                 | 0.6         | 2.46                     | 1.1           | 5.94                       |
| 6   | «Let x = 9»         | 7 de noviembre de 2019   | 0.5/3         | 3.50                 | 0.6         | 2.75                     | 1.1           | 6.25                       |
| 7   | «Vatican III»       | 14 de noviembre de 2019  | 0.5/3         | 3.32                 | 0.5         | 2.54                     | 1.0           | 5.86                       |
| 8   | «2 Fathers»         | 21 de noviembre de 2019  | 0.5/3         | 3.43                 | 0.5         | 2.57                     | 1.0           | 6.00                       |
| 9   | «Exorcism Part 2»   | 5 de diciembre de 2019   | 0.5/3         | 3.34                 | 0.6         | 2.68                     | 1.1           | 6.03                       |
| 10  | «7 Swans a Singin'» | 12 de diciembre de 2019  | 0.5/3         | 3.61                 | 0.6         | 2.68                     | 1.1           | 6.29                       |
| 11  | «Room 320»          | 9 de enero de 2020       | 0.4/3         | 3.10                 | 0.6         | 2.65                     | 1.0           | 5.88                       |
| 12  | «Justice x 2»       | 16 de enero de 2020      | 0.4/3         | 3.29                 | 0.6         | 2.61                     | 1.0           | 5.90                       |
| 13  | «Book 27»           | 30 de enero de 2020      | 0.5/3         | 3.19                 | 0.5         | 2.61                     | 1.0           | 5.80                       |